# Daniel Florencio Sánchez
Daniel Florencio Sánchez (Montevideo, 3 maggio 1961) è un ex calciatore uruguaiano, di ruolo difensore.